# Convento de Santa Clara (Portalegre)
O Convento de Santa Clara localiza-se na freguesia da Sé e São Lourenço, na cidade e no Município de Portalegre, no Distrito de Portalegre, em Portugal.
Foi fundado em 1346 por D. Leonor Teles, esposa do rei Fernando I de Portugal.
Nas instalações do convento atualmente funciona a Biblioteca Municipal de Portalegre.
O Convento de Santa Clara está classificado como Monumento Nacional desde 1935, tendo o seu claustro tido essa classificação desde 1922.

## História
Em 1370 Fernando I de Portugal concedeu às freiras franciscanas da Ordem das Clarissas os seus banhos e o seu palácio, situado na rua de Elvas. Estas, por sua vez, apenas em 1389 se constituíram sob forma de comunidade. O convento foi então mandado construir pela rainha, D. Leonor Teles, que o manteve durante anos.
A primitiva igreja foi restaurada minimamente e, em suas dependências, funciona atualmente o Teatro do Convento - Associação Cultural de Portalegre.

## Características
O claustro é fernandino e dizem ser o único no país.
A meio tem uma fonte de mármore, de bacia redonda, e uma fonte exterior do século XVI.
O mosteiro tem uma larga torre de quatro aberturas, e na fachada principal uma janela com uma grade, que dizem ter pertencido ao quarto da abadessa Rosa Joana.
De muitas imagens se enchia o convento - capela, coro, claustros, corredores e dormitórios. No início do século XX conheciam-se 77 imagens, desde a de Santa Clara, S. Francisco, S. José, Nossa Senhora das Dores e do meninos Jesus, o Senhor da Paciência e belos crucifixos de marfim.

## A doçaria conventual
Quanto à doçaria que era afamada neste convento, destacavam-se os rebuçados de ovos, o doce de amêndoas, o manjar branco, os pastéis e os fartens, sendo conservada a tradição até bem tarde, mantendo-se o fabrico aprimorado das melhores especialidades Claristas, numa cela do convento.